# Ricardo Centurión
Adrián Ricardo Centurión  (Avellaneda, Buenos Aires; 19 de enero de 1993) es un futbolista profesional argentino. Juega como extremo y su equipo actual es Oriente Petrolero de la Primera División de Bolivia.
Surgido en Racing Club, ha sido considerado uno de los jugadores más habilidosos del fútbol argentino, destacándose por su regate y su característico festejo, el «baile del Wachiturro». Aunque también es reconocido por las polémicas extrafutbolísticas e indisciplinarias que tuvo a lo largo de su carrera. Integró una destacada camada de las inferiores del predio Tita Mattiussi junto a Rodrigo De Paul, Luciano Vietto, Luis Fariña y Bruno Zuculini. Centurión, junto a los mencionados, fueron denominados por los medios especializados como «los cinco fantásticos».
Tras un breve paso por Genoa CFC de Italia en la Serie A 2013-14, regresó a Racing Club por un semestre y fue clave para consagrarse campeón del Campeonato de Primera División 2014. En 2015 jugó para São Paulo del Brasileirão, y en 2016 volvió a Argentina con Boca Juniors, donde ganó el Campeonato de Primera División 2016-17 y se ganó el apodo «el Neymar argentino» por su estilo de juego similar al futbolista brasileño.
Después de un frustrado regreso a Europa con el Genoa CFC, volvió a Racing Club en 2018. A pesar de ser decisivo en varios partidos del campeonato y la Copa Libertadores 2018, no participó en la ceremonia de la Superliga 2018-19 por diferencias con el técnico Eduardo Coudet. En 2020 pasó a Vélez Sarsfield tras un tiempo en el San Luis de México.
Con el tiempo perdió protagonismo y fue cedido a San Lorenzo en 2022, pero su estadía única solo dos meses. Ese mismo año dejaron las canchas tras faltar a entrenamientos en Vélez. En 2023 llegó a Barracas Central en un préstamo, intentando recuperar su nivel.
Tras dos años de parate, el 11 de abril de 2025 regresa al fútbol profesional recalando en el Club Deportivo Oriente Petrolero de Bolivia.
Fue internacional con la selección de fútbol sub-20 de Argentina durante 2012 y 2013, logrando participar del campeonato sudamericano en su país natal.

## Trayectoria

### Racing Club (1.ª etapa)
Centurión comenzó su carrera en el Racing de Avellaneda, debutando con el primer equipo el 7 de mayo de 2012, con 19 años en una derrota por 4 a 2 ante Atlético Rafaela en el Torneo Clausura 2012. Fue el técnico Luis Zubeldía quien lo ascendió de la reserva y lo puso como titular, y mantuvo su puesto durante el Torneo Inicial de ese mismo año, donde marcó su primer gol en la segunda fecha contra Argentinos Juniors en la Paternal en una victoria 2-0. En el mismo torneo, se ganaría el cariño de la afición de Racing por su gran actuación ante su clásico rival, Independiente, por la 3ª fecha, donde le dio una asistencia a Pepe Sand para marcar el segundo gol y lograr la victoria. Su segundo tanto fue contra el Quilmes en un 4 a 0, y en la última fecha marcó el empate 1 a 1 frente a Unión. Por esa época, se hizo reconocido por su festejo en los goles, llamado el "Baile del Wachiturro" (en referencia a la banda de cumbia argentina) y por sus lujos durante los partidos.
Por sus grandes actuaciones en Racing, fue convocado para la Selección Argentina sub-20 que luchaba clasificar al Mundial. Sin embargo, quedó eliminado pronto y sufrió una lesión en el tobillo que trabó una posible transferencia a un club de Rusia. Finalmente, se quedó en el club de Avellaneda y regresó a las canchas a mediados del Torneo Final 2013. Por ese torneo, sumaría su último gol en su primer ciclo con la Academia, en un partido ante Unión que acabó ganando por 2 a 0.

### Genoa
En agosto de 2013 pasó al Genoa de Italia, donde jugó muy pocos partidos y tuvo nula participación durante el campeonato italiano, por lo que rescindió su contrato y regresó hacia Argentina.

### Racing Club (2.ª etapa)
A mediados de 2014 regresó a Racing, donde fue dirigido por Diego Cocca. Fue clave en la obtención del título, con una asistencia a Diego Milito en el clásico contra Independiente en la 5ª fecha, y con goles ante Lanús en la fecha siguiente, ante Vélez en la 16ª fecha y frente a Godoy Cruz, con el que le dio el triunfo por 1 a 0 a Racing para que se consagrase campeón del Torneo Transición 2014 y luego de 13 años de su último campeonato.

### São Paulo
El 30 de enero de 2015 Centurión informó su transferencia por cuatro años al San Pablo de Brasil, que compró el 70 por ciento de su pase en 4.200.000 euros. Cuatro días más tarde viajó a Brasil, donde firmó su contrato y realizó su presentación oficial con la camiseta número 20 de su nuevo club. Con el objetivo marcado principalmente en la Copa Libertadores 2015, marcó su primer gol ante el Danubio de Uruguay el 15 de abril. Sin embargo, quedaría eliminado en octavos de final por el Cruzeiro, a pesar de haber marcado el gol en la ida. En su siguiente Copa, y dirigido por el Patón Bauza, le marca un gol y un doblete al Deportivo Toluca de México en la ida de los Octavos de final, pero queda eliminado en semifinales contra el Atlético Nacional.

### Boca Juniors
Fue enviado a préstamo por 12 meses al club xeneize con opción de compra por $6 millones de dólares. Debutó el 28 de agosto de 2016 ante Lanús en La Fortaleza por la 1ª fecha del torneo. El 25 de septiembre, por la 4ª fecha, marcó su primer gol contra Quilmes tras un pase de Darío Benedetto, en una victoria 4-1. En la 6ª fecha, marcó su segundo gol ante Sarmiento el 16 de octubre. Sin embargo, el 20 de noviembre sufrió su primera expulsión en el club xeneize, en un partido contra Rosario Central por la 10ª fecha, tras una patada contra el futbolista colombiano Teófilo Gutiérrez. El 11 de diciembre marcó su regreso y el cuarto gol en la victoria de su equipo 4 - 2 sobre el River en el Superclásico del fútbol argentino en el estadio Monumental, correspondiente a la decimotercera fecha del Torneo Argentino; tras un error defensivo de Iván Rossi y un error en la salida del arquero millonario Augusto Batalla. En la fecha siguiente y contra Colón, marcó su primer doblete.
Luego de la salida de Carlos Tévez, se le fue entregada la dorsal número 10 del equipo. El 26 de marzo, por la 17ª fecha, marcó su sexto gol en la victoria por 2-1 ante San Martín de San Juan. Además, en la siguiente fecha fue clave en el partido contra Defensa y Justicia para que Benedetto marcase el gol de la victoria y Boca mantuviese la punta. Mantuvo su gran nivel en el partido contra Vélez en la siguiente fecha y se empezó a hablar sobre la compra de su fichaje para Boca. Sin embargo, se lesionó durante una práctica y se perdió varios partidos hasta su regreso en el empate ante Estudiantes por la fecha 23.ª En la anteúltima fecha del campeonato, marcó su último gol con la camiseta de Boca Juniors ante Olimpo en el empate 2-2, y luego de la derrota de Banfield ante San Lorenzo se coronó campeón del torneo, logrando su segundo título en su carrera.
Aun así, su paso por Boca fue marcado por su personalidad problemática y por lesiones, incluido un desgarre a los 15 minutos del superclásico del 14 de mayo de 2017 en la Bombonera. Se vio envuelto en una cantidad de polémicas y problemas extra-deportivos, incluyendo una denuncia por violencia de género. En una entrevista realizada por TyC Sports, manifestó sus deseos de continuar en la institución a pesar de los problemas por los que pasó en la misma. "Si no sigo en Boca, me retiro" - declaró en un momento de la entrevista.
A pesar de sus intenciones de continuar, al principio el club optó por no comprar su pase a pesar del alto nivel demostrado durante el transcurso del torneo. El 12 de julio se despidió de la hinchada "bostera" a través de sus redes sociales Sin embargo, el 21 de julio, Boca Juniors decidió utilizar la opción de compra por Centurión e igualar la oferta del Genoa, en donde Boca pagaría el 70% del pase al São Paulo y el 30% restante a Racing Club, quedándose con el 100% de la ficha del jugador. El 25 de julio, un día antes de firmar su contrato con Boca, Centurión se vio envuelto en otra polémica en un boliche y por lo tanto, Boca decidió finalmente retirar su opción de compra y prescindir de sus servicios. Ese mismo día, anunció a través de las redes sociales que no jugaría más en Boca Juniors.

### Retorno a Genoa
Luego de lo sucedido con Boca Juniors, el 28 de julio de 2017 Centurión firmó su contrato por 4 años con el Genoa, que pagó tres millones y medio de dólares, marcando su regreso al fútbol italiano.

### Racing Club (3. ª etapa)
A mediados de enero de 2018 se confirmó el regreso de Centurión a Racing Club a cambio de 4 millones de euros por el 70% del pase, firma contrato por 4 años (el 30% restante ya pertenecía al club académico). La Academia se queda con el 100% del pase del jugador.
En total en Racing, de manera oficial, le convirtió goles a: Unión (2), Godoy Cruz (2), Defensa y Justicia (2), Lanús (2), Vélez (2), Patronato (1), Olimpo (1), Belgrano (1), Vasco da Gama (1), Cruzeiro (1), Argentinos Juniors (1), Quilmes (1), Gimnasia y Esgrima la Plata (1), Talleres (1).
El 31 de marzo de 2019, estando él separado del plantel por una discusión con el Chacho Coudet, Racing se consagra campeón luego de 5 años sin títulos. Ricardo Centurión expresó en diversas entrevistas no sentirse parte del campeonato.
El 6 de abril, en la ante sala de la coronación en la cual había sido invitado en reconocimiento a su aporte, sale en 90 minutos de fútbol, programa de Fox Sports dirigido por el Pollo Vignolo, realiza declaraciones en contra de sus compañeros, acusa a Víctor Blanco de dejarlo solo, a Diego Milito por evitarlo en la Reserva del club y Eduardo Coudet, técnico del club por no haberlo convocado a pesar de que él tenía su número de celular. Estas declaraciones no le cayeron en nada favorable a la dirigencia de Racing, que optó por venderlo a finalizar el torneo. El día 7 de abril y en plena coronación, cuando Leandro "Chino" Leunis (quien dirigía la premiación) dio su nombre por los alto parlantes, una fuerte silbatina bajó del estadio quedando en evidencia que su relación con la institución estaba rota.
San Luis
Decide emigrar a México y fichar por el San Luis ya que el entrenador Alfonso Sosa lo solicitó como refuerzo de cara al torneo Apertura 2019. El mismo jugador vuelve a verse involucrado en polémica y provoca el despido del entrenador Alfonso Sosa. Concluye su participación en ese Torneo Apertura 2019 sin pena ni gloria.

### Vélez Sarsfield
En enero de 2020 decide firmar con el Club Atlético Vélez Sarsfield. La operación fue a préstamo por seis meses y sin opción de compra. Para esta operación fue fundamental el gesto del técnico Gabriel Heinze, técnico del equipo por entonces, quien manifestó: “Todo lo externo lo sabemos. Yo me voy a hacer responsable. (...) Estoy con muchas ganas de poder ayudarlo”.
Disputó 8 partidos e hizo 2 tantos, hasta que se frenó el campeonato por la pandemia de coronavirus. Durante el receso, Vélez inició tratativas con Racing y finalmente en julio de 2020 compró el 40 por ciento restante de su pase en una cifra cercana a los 2.5 millones de dólares. El Fortín realizará una parte del pago al contado y la otra porción en dos cuotas, adquiriendo un 10 por ciento adicional de la ficha en 2021 
San Lorenzo
Tras estar un año en el Fortinero, Ricardo deja Vélez en diciembre de 2021 y, tras un mes sin club entrenando distanciado de sus compañeros, el 14 de enero de 2022 ficha por San Lorenzo, el equipo dirigido por Pedro Troglio.
Su instancia en Club Atlético San Lorenzo de Almagro duró poco, nuevamente por tener actos de indisciplina. Es por eso que al finalizar la Copa de la Liga Profesional 2022, volvió al conjunto de Liniers, aunque trabajó distanciado del plantel de Primera División.
Barracas Central
Tras estar 6 meses entrenándose diferenciado en Vélez Sarsfield, en enero de 2023 firma un contrato con el Club Atlético Barracas Central. Solamente jugó 10 partidos en el conjunto barraqueño, luego fue desafectado del plantel por el director técnico Sergio Rondina. Su último partido jugado fue justamente frente a Vélez, disputando 66 minutos regulares.

### Oriente Petrolero
Tras 2 años de inactividad profesional (desde el 16 de abril de 2023), luego de su último paso por Barracas Central, se sumó a Oriente Petrolero, uno de los grandes del fútbol boliviano.

## Vida pública y polémicas
Centurión sufrió golpes emocionales a lo largo de su vida que afectaron su carrera profesional, lo que desencadenó cuestiones indisciplinarías que tuvo a lo largo de su carrera. Estos actos le han impedido su consolidación en los clubes donde ha militado.
- El 4 de septiembre de 2016, a la salida de una discoteca, el delantero embistió con su automóvil a tres autos y se dio a la fuga.
- El 15 de febrero de 2017 aparecieron imágenes del jugador en el Hotel Costa Galana, de Mar del Plata, discutiendo con varias personas en una actitud violenta justo antes del clásico Boca-River.[32]
- En julio de ese año apareció en fotos empuñando armas y tuvo una pelea en un local nocturno de Lanús.[33]
- En marzo de 2018 se negó a un control de alcoholemia y aparentemente quiso sobornar al agente que lo detuvo, el cual portaba una cámara de video que registró el incidente. Su vehículo fue secuestrado.[34]
- En febrero de 2019 protagonizó un encontronazo con el DT de Racing Club, Chacho Coudet. Al momento de entrar al partido (que ya iba ganando River 2 a 0), Centurión discutió con su DT y, según algunos medios, habría dicho que no estaba para jugar en esa instancia del partido. El empujón del jugador contra el técnico fue captado por las cámaras de televisión. Centurión fue separado del plantel de primera y enviado a entrenar con la reserva, mientras el club evalúaba opciones de préstamo o transferencia.
- El 15 de marzo de 2019, durante un partido de futsal en el Club Social y Deportivo Belgrano en Sarandí, el mediocampista habría realizado un taco de espaldas contra el arquero rival, el cual reaccionó de mala manera y efectuó una patada hacia el jugador, quien terminaría golpeando con sus puños al arquero rival y produciéndose una pelea, donde los jugadores acabarían interviniendo en el conflicto.[35]
- El 19 de octubre de 2019, una noche antes del partido vs Querétaro, en la ciudad mexicana de San Luis Potosí, en un centro nocturno en la zona más exclusiva de la ciudad, el jugador fue visto en estado de ebriedad junto con 7 mujeres y otro jugador del equipo sub-20, motivo por el cual fue separado en definitiva del plantel potosino.
- El 27 de septiembre de 2022, en diálogo con Radio La Red, dejó en claro que durante todo el período vivido después de la pandemia de COVID-19 se había sentido solo y sin ayuda de nadie.[36]"Me cansé de la vida. Había agotado todo. Me sentía agobiado. Estuve con ataques de pánico, estuve desaparecido varios días. Necesitaba irme de todo. No me soportaba ni a mí mismo, era difícil."
- El 1 de diciembre de 2023 dio positivo de cocaína en un control de tránsito en Villa Soldati. El futbolista había intentado escapar en su auto Mercedes Benz, pero la policía lo interceptó a pocas cuadras del lugar.[37]
- El 5 de junio de 2024, Fabián Berlanga, presidente de Vélez Sarsfield, denunció que hacía diez días que el club no tenía contacto con Centurión, y aseguró que lo habían intentado ubicar vía Google Maps pero que había apagado su dispositivo móvil. Finalmente fue hallado sano y salvo en su casa.[38] El club se mostró muy preocupado y las autoridades comenzaron su búsqueda.[39]

## Selección nacional

### Sub-20
Luego de su gran campeonato con Racing, en diciembre de 2012, Marcelo Trobbiani lo confirmó en la lista de jugadores de la selección argentina para disputar el Sudamericano Sub-20 a jugarse en Mendoza, Argentina. El seleccionado local quedó eliminado en la fase inicial, sumando solo cuatro puntos en igual cantidad de cotejos.

#### Participaciones con la Selección
| Torneo                   | Sede      | Resultado    | Partidos | Goles |
| ------------------------ | --------- | ------------ | -------- | ----- |
| Sudamericano Sub-20 2013 | Argentina | Primera Fase | 3        | 0     |

## Estadísticas

### Clubes
Actualizado al último partido disputado el 4 de agosto de 2025.
| Club | Div.          | Temporada     | Liga  | Liga  | Liga   | Regional(1) | Regional(1) | Regional(1) | Copas nacionales(2) | Copas nacionales(2) | Copas nacionales(2) | Torneos internacionales(3) | Torneos internacionales(3) | Torneos internacionales(3) | Total(4) | Total(4) | Total(4) |
| Club | Div.          | Temporada     | Part. | Goles | Asist. | Part.       | Goles       | Asist.      | Part.               | Goles               | Asist.              | Part.                      | Goles                      | Asist.                     | Part.    | Goles    | Asist.   |
| --- | ------------- | ------------- | ----- | ----- | ------ | ----------- | ----------- | ----------- | ------------------- | ------------------- | ------------------- | -------------------------- | -------------------------- | -------------------------- | -------- | -------- | -------- |
| Racing Club Argentina | 1.ª           | 2011-12       | 2     | 0     | 0      | —           | —           | —           | 1                   | 0                   | 0                   | —                          | —                          | —                          | 3        | 0        | 0        |
| Racing Club Argentina | 1.ª           | 2012-13       | 26    | 4     | 2      | —           | —           | —           | —                   | —                   | —                   | 2                          | 0                          | 0                          | 28       | 4        | 2        |
| Racing Club Argentina | 1.ª           | 2013-14       | 3     | 0     | 0      | —           | —           | —           | —                   | —                   | —                   | 2                          | 0                          | 0                          | 5        | 0        | 0        |
| Racing Club Argentina | 1.ª           | 2014          | 17    | 3     | 1      | —           | —           | —           | 2                   | 0                   | 0                   | —                          | —                          | —                          | 19       | 3        | 1        |
| Racing Club Argentina | 1.ª           | 2017-18       | 13    | 7     | 6      | —           | —           | —           | 1                   | 0                   | 0                   | 6                          | 2                          | 3                          | 20       | 9        | 9        |
| Racing Club Argentina | 1.ª           | 2018-19       | 16    | 3     | 2      | —           | —           | —           | —                   | —                   | —                   | 2                          | 0                          | 0                          | 18       | 3        | 2        |
| Racing Club Argentina | Total club    | Total club    | 77    | 17    | 11     | 0           | 0           | 0           | 4                   | 0                   | 0                   | 12                         | 2                          | 3                          | 93       | 19       | 14       |
| Genoa · Italia | 1.ª           | 2013-14       | 12    | 0     | 0      | —           | —           | —           | —                   | —                   | —                   | —                          | —                          | —                          | 12       | 0        | 0        |
| Genoa · Italia | 1.ª           | 2017-18       | 3     | 0     | 0      | —           | —           | —           | 2                   | 0                   | 0                   | —                          | —                          | —                          | 5        | 0        | 0        |
| Genoa · Italia | Total club    | Total club    | 15    | 0     | 0      | 0           | 0           | 0           | 2                   | 0                   | 0                   | 0                          | 0                          | 0                          | 17       | 0        | 0        |
| São Paulo · Brasil | 1.ª           | 2015          | 25    | 2     | 4      | 12          | 1           | 1           | 3                   | 1                   | 1                   | 6                          | 2                          | 0                          | 46       | 6        | 6        |
| São Paulo · Brasil | 1.ª           | 2016          | 15    | 0     | 3      | 10          | 0           | 0           | —                   | —                   | —                   | 9                          | 2                          | 0                          | 34       | 2        | 3        |
| São Paulo · Brasil | Total club    | Total club    | 40    | 2     | 7      | 22          | 1           | 1           | 3                   | 1                   | 1                   | 15                         | 4                          | 0                          | 80       | 8        | 9        |
| Boca Juniors Argentina | 1.ª           | 2016-17       | 22    | 8     | 2      | —           | —           | —           | 2                   | 0                   | 1                   | —                          | —                          | —                          | 24       | 8        | 3        |
| Boca Juniors Argentina | Total club    | Total club    | 22    | 8     | 2      | 0           | 0           | 0           | 2                   | 0                   | 1                   | 0                          | 0                          | 0                          | 24       | 8        | 3        |
| Atlético de San Luis · México | 1.ª           | 2019-20       | 9     | 0     | 0      | —           | —           | —           | 3                   | 1                   | 0                   | —                          | —                          | —                          | 12       | 1        | 0        |
| Atlético de San Luis · México | Total club    | Total club    | 9     | 0     | 0      | 0           | 0           | 0           | 3                   | 1                   | 0                   | 0                          | 0                          | 0                          | 12       | 1        | 0        |
| Vélez Sarsfield Argentina | 1.ª           | 2020          | 5     | 1     | 2      | —           | —           | —           | 8                   | 0                   | 0                   | 8                          | 1                          | 2                          | 21       | 2        | 4        |
| Vélez Sarsfield Argentina | 1.ª           | 2021          | 16    | 2     | 0      | —           | —           | —           | 16                  | 4                   | 1                   | 9                          | 0                          | 1                          | 41       | 6        | 2        |
| Vélez Sarsfield Argentina | 1.ª           | 2024          | —     | —     | —      | —           | —           | —           | 0                   | 0                   | 0                   | —                          | —                          | —                          | 0        | 0        | 0        |
| Vélez Sarsfield Argentina | Total club    | Total club    | 21    | 3     | 2      | 0           | 0           | 0           | 24                  | 4                   | 1                   | 17                         | 1                          | 3                          | 62       | 8        | 6        |
| San Lorenzo Argentina | 1.ª           | 2022          | —     | —     | —      | —           | —           | —           | 12                  | 2                   | 0                   | —                          | —                          | —                          | 12       | 2        | 0        |
| San Lorenzo Argentina | Total club    | Total club    | 0     | 0     | 0      | 0           | 0           | 0           | 12                  | 2                   | 0                   | 0                          | 0                          | 0                          | 12       | 2        | 0        |
| Barracas Central Argentina | 1.ª           | 2023          | 10    | 0     | 1      | —           | —           | —           | —                   | —                   | —                   | —                          | —                          | —                          | 10       | 0        | 1        |
| Barracas Central Argentina | Total club    | Total club    | 10    | 0     | 1      | 0           | 0           | 0           | 0                   | 0                   | 0                   | 0                          | 0                          | 0                          | 10       | 0        | 1        |
| Oriente Petrolero · Bolivia | 1.ª           | 2025          | 11    | 2     | 2      | —           | —           | —           | 5                   | 2                   | 0                   | —                          | —                          | —                          | 16       | 4        | 2        |
| Oriente Petrolero · Bolivia | Total club    | Total club    | 11    | 2     | 2      | 0           | 0           | 0           | 5                   | 2                   | 0                   | 0                          | 0                          | 0                          | 16       | 4        | 2        |
| Total carrera | Total carrera | Total carrera | 205   | 32    | 25     | 22          | 1           | 1           | 55                  | 10                  | 3                   | 44                         | 7                          | 6                          | 326      | 50       | 35       |
| (1) Incluye datos del Campeonato Paulista (2015-16). (2) Incluye datos de la Copa Argentina (2012-22); Copa de la Liga (2022); Copa de Brasil (2015); Copa Italia (2017); Copa MX (2019). (3) Incluye datos de la Copa Sudamericana (2012-13); Copa Libertadores (2015-18). (4) No incluye goles en partidos amistosos. |               |               |       |       |        |             |             |             |                     |                     |                     |                            |                            |                            |          |          |          |

## Palmarés

### Campeonatos nacionales
| Título           | Club               | País      | Año     |
| ---------------- | ------------------ | --------- | ------- |
| Primera División | Racing Club        | Argentina | 2014    |
| Primera División | C. A. Boca Juniors | Argentina | 2016-17 |
| Primera División | Racing Club        | Argentina | 2018-19 |